# Brachymeles boulengeri
Brachymeles boulengeri — вид сцинкоподібних ящірок родини сцинкових (Scincidae). Ендемік Філіппін. Вид названий на честь британсько-бельгійського зоолога Джорджа Альберта Буленджера.

## Опис
Довжина Brachymeles boulengeri (без врахування хвоста) становить 75 мм, довжина хвоста становить 90 мм. Верхня частина тіла коричнева, нижня частина тіла жовтувато-коричнева. Всі чотири лапи невеликі, на кожній по п'ять пальців.

## Поширення і екологія
Brachymeles boulengeri мешкають на островах Лусон (зокрема на півострові Бікол), Полілло, Масбате і Маріндук, можливо також на Катандуанес. Вони живуть у первинних і вторинних вологих тропічних лісах, серед опалого листя і гнилої деревини, трапляються на кокосових плантаціях. Зустрічаються на висоті до 1200 м над рівнем моря. Ведуть нічний, риючий спосіб життя, живляться переважно безхребетними.